# جوزيف إدوارد دونكان الثالث
جوزيف إدوارد دونكان الثالث (بالإنجليزية: Joseph Edward Duncan III) هو مدون وقاتل متسلسل أمريكي، ولد في 25 فبراير 1963 في تاكوما في الولايات المتحدة.